# ザ・フー・バイ・ナンバーズ
『ザ・フー・バイ・ナンバーズ』 (The Who by Numbers) は、1975年に発表されたイギリスのロックバンド、ザ・フーのスタジオアルバム。プロデューサーはグリン・ジョンズ。旧邦題は『ロックンロール・ゲーム』。

## 解説
『四重人格』（1973年）以来約2年ぶりとなるオリジナルアルバム。プロデュースには『フーズ・ネクスト』（1971年）にも参加したグリン・ジョンズが、またピアノでニッキー・ホプキンスが同じく『フーズ・ネクスト』以来久々に参加した。レコーディングは1975年4月30日から4週間にわたり、シェパートン・スタジオに移動式スタジオを持ちこんで行われた。「ブルー・レッド・アンド・グレイ」のみ、ピート・タウンゼント所有のイールパイ・スタジオで収録された。ロジャー・ダルトリーは映画『リストマニア』の撮影の影響で遅れて参加している。
本作は『フーズ・ネクスト』以来のノン・コンセプトアルバムとなる（ただし、『フーズ・ネクスト』は当初『ライフハウス』というロックオペラとして制作されていたため、最初からノン・コンセプトアルバムとして制作されたのは2枚目のアルバム『ア・クイック・ワン』（1966年）以来となる）。シンセサイザーを大々的に用い、効果音まで取り入れ、重厚かつ複雑なサウンド作りがなされた前作『四重人格』とは打って変わり、本作では必要最低限のコンボで、比較的シンプルな音造りがなされている。タウンゼントの詞作面でも大きな変化が現れており、仕事の重圧や堕落した音楽業界への皮肉、また家庭内の問題など、現実的かつ個人的な問題をテーマにしたものが多く、タウンゼントのソロ作品とみなすファンもいる。パッケージもシングル・スリーブでシンプルなものとなっている。ジャケットのイラストはジョン・エントウィッスルによるもので、これは彼の息子が持っていた塗り絵から着想を得たものである。
当時のザ・フーは、マネージャーのキット・ランバートを相手に金銭問題による訴訟合戦を抱えており、その上タウンゼントは音楽業界全体に幻滅していた頃で、非常にモチベーションが低下していたと見られる。さらにニュー・ミュージカル・エクスプレス紙のインタビューで自身の苦悩や不満を赤裸々に語り、そのインタビュー内でダルトリーに対する批判まで行った。その数週間後には同じ紙面で今度はダルトリーがタウンゼントへ辛辣な返答を行ったことにより、一気にザ・フー解散の噂が広まった。この解散説を払拭するかのようにザ・フーはこの年の10月から翌1976年にかけ、これまでにない大規模な世界ツアーを敢行する。ツアーの途中キース・ムーンが急性アルコール中毒で倒れるなどのアクシデントがあったものの、グループは1976年のローリング・ストーン誌が選ぶ最優秀グループに選ばれ、復活を印象付けて見せた。だが、これが結果的にムーンと行った最後のツアーとなる。
本作からは「スクイーズ・ボックス／サクセス・ストーリー」がシングルカットされ、イギリスではトップ10入りした。

## リイシュー
1996年にリマスター／リミックス版がリリースされる。本作には未発表曲や未発表テイクはなく、1976年のスウォンジー公演からの3曲のライブ音源がボーナス・トラックとして収録されている。2011年には日本限定でオリジナルのマスターテープから起こした最新リマスター版がリリースされた。

## 収録曲
特記なき限り、ピート・タウンゼント作詞・作曲。
| #  | タイトル                                                            | 作詞 | 作曲・編曲 | 時間 |
| -- | ------------------------------------------------------------------- | ---- | ---------- | ---- |
| 1. | 「スリップ・キッド（Slip Kid）」                                    |      |            | 4:29 |
| 2. | 「ハウエヴァー・マッチ・アイ・ブーズ（However Much I Booze）」      |      |            | 5:03 |
| 3. | 「スクイーズ・ボックス（Squeeze Box）」                             |      |            | 2:41 |
| 4. | 「ドリーミング・フロム・ザ・ウエイスト（Dreaming from the Waist）」 |      |            | 4:08 |
| 5. | 「イマジン・ア・マン（Imagine a Man）」                             |      |            | 4:00 |

| #   | タイトル                                                        | 作詞 | 作曲・編曲 | 時間 |
| --- | --------------------------------------------------------------- | ---- | ---------- | ---- |
| 6.  | 「サクセス・ストーリー（Success Story）」(John Entwistle)       |      |            | 3:20 |
| 7.  | 「ゼイ・アー・オール・イン・ラヴ（They Are All in Love）」      |      |            | 3:00 |
| 8.  | 「ブルー・レッド・アンド・グレイ（Blue, Red and Grey）」        |      |            | 2:47 |
| 9.  | 「ハウ・メニー・フレンズ（How Many Friends）」                  |      |            | 4:06 |
| 10. | 「イン・ア・ハンド・オア・ア・フェイス（In a Hand or a Face）」 |      |            | 3:25 |

| #   | タイトル | 作詞 | 作曲・編曲 | 時間 |
| --- | --- | ---- | ---------- | ---- |
| 11. | 「スクイーズ・ボックス（ライヴ）（Squeeze Box <Live at Swansea Football Ground on 12 June 1976>）」                             |      |            | 4:13 |
| 12. | 「ビハインド・ブルー・アイズ (ライヴ)（Behind Blue Eyes <Live at Swansea Football Ground on 12 June 1976>）」                   |      |            | 3:41 |
| 13. | 「ドリーミング・フロム・ザ・ウエイスト (ライヴ) （Dreaming from the Waist <Live at Swansea Football Ground on 12 June 1976>）」 |      |            | 4:52 |